# Kent Brockman
Kent Brockman este un personaj secundar din serialul de televiziune Familia Simpson. Acesta este interpretat de Harry Shearer și a apărut pentru prima dată în episodul „Krusty Gets Busted⁠(d)”. Brockman este un prezentator de știri⁠(d) morocănos, egocentric și pompos din Springfield⁠(d).

## Biografie
Kent Brockman găzduiește atât știrile din timpul săptămânii pe Channel 6⁠(d), cât și Smartline⁠(d) (parodie a programului de actualitate Nightline⁠(d)), Bite Back with Kent Brockman⁠(d), (parodie a emisiunii Fight Back! with David Horowitz⁠(d)), Eye on Springfield⁠(d) (parodie a emisiunii Eye on LA), emisiunea concurs Springfield Squares⁠(d) și Springfield Action News. În episodul „The Mansion Family⁠(d)”, acesta a găzduit o ceremonie împreună cu cântăreața de muzică pop Britney Spears.
Personajul este de origine evreiască, numele său original fiind Brockelstein; într-un flashback din episodul „Mother Simpson⁠(d)”, Brockman era cunoscut la începutul carierei sale în anii 1960 sub numele Kenny Brockelstein. Acesta poate fi observat uneori purtând un colier cu simbolul ebraic Chai⁠(d). Participă de mai multe ori la slujbele organizate de biserica protestantă, iar în „Marge on the Lam⁠(d)” dezvăluie că acceptă afirmațiile din Apocalipsa lui Ioan.
Brockman are o fiică pe nume Brittany, posibil dintr-o aventură cu prezentatoarea știrilor meteo de la Channel 6. De asemenea, are o soție pe nume Stephanie. În „Kamp Krusty”, se dezvăluie că Brockman a realizat reportaje despre Războiul din Vietnam, Războiul din Afganistan (1979-198)9 și Războiul din Golf.
În episodul „Dog of Death⁠(d)”, Brockman câștigă jackpotul de 130 de milione de dolari la loteria statală și părăsește departamentul de știri⁠(d) în timpul emisiei. A rămas însă prezentator din cauza contractului, deși a recunoscut că îi place să câștige 500.000 de dolari pe an. Intra constant în conflict cu reporterul de teren Arnie Pye⁠(d), critică reportajele acestuia și chiar chicotește la auzul veștii că Pye ar fi murit într-un accident de elicopter. Când Pye preia poziția de prezentator, declară în direct că a avut o relație amoroasă cu fiica lui Brockman, însă nu uită să menționeze că era „fiica cea mare”, dezvăluind astfel că acesta are și o fiică adultă.
Brockman tinde să folosească un limbaj licențios, iar în episodul „You Kent Always Say What You Want⁠(d)”, după ce Homer varsă din greșeală cafea pe picioarele sale, acesta îl înjură și este retrogradat în funcția de prezentator meteo, deoarece postul trebuie să plătească amenda Comisiei Federale de Comunicații⁠(d) (FCC). Este concediat la scurt timp după acest eveniment, directorii rețelei de televiziune confundând în mod intenționat un inel de Splenda⁠(d) din cafeaua lui Brockman cu cocaină. Mai târziu, Brockman își primește slujba înapoi după ce dezvăluie într-un videoclip pe Youtube  motivele din spatele deciziei FCC de a lupta împotriva obscenității din mass-media. De asemenea, primește o mărire de salariu și ajunge să câștige 750.000 de dolari pe an.